# Wallace' dwergnachtzwaluw
Wallace' dwergnachtzwaluw (Aegotheles wallacii) is een vogel uit de familie dwergnachtzwaluwen (Aegothelidae). De naam is een eerbetoon aan de Britse bioloog Alfred Russel Wallace.

## Verspreiding en leefgebied
Deze soort is endemisch in Nieuw-Guinea en er worden geen ondersoorten (meer) onderscheiden.